# Ellen Rappus-Eichberg
Ellen Rappus-Eichberg (auch Ellen Rappus und Ellen Eichberg; * 1940 oder 1945 in Berlin) ist eine deutsche Schauspielerin, Synchron- und Hörspielsprecherin.

## Wirken
Ellen Rappus-Eichberg machte von 1966 bis 1969 eine Schauspielausbildung in der Schauspielschule Ernst Busch in Ost-Berlin. In der DDR wirkte Rappus-Eichberg als Theaterschauspielerin, so war sie 1975 in Ulrich Plenzdorfs Stück Buridans Esel am Städtischen Theater Leipzig zu sehen. Bekannt wurde sie insbesondere als Film- und Fernsehschauspielerin. Sie wirkte 1972 in Wolf-Dieter Panses Fernsehdrama Bettina von Arnim mit, war 1979 im Spielfilm Herbstzeit unter der Regie von Manfred Mosblech zu sehen und 1983 in Hans Knötzschs Wiesenpieper.
Zwischen 1971 und 1987 spielte sie in mehreren Folgen der Fernsehserie Der Staatsanwalt hat das Wort (1965–1991) und zwischen 1977 und 1988 in der Kriminalserie Polizeiruf 110 (seit 1971).
Nach der Wende war sie unter anderem in Fernsehproduktionen, wie Wolffs Revier (1992–2006), Für alle Fälle Stefanie (1995–2004) und Der Landarzt (1986–2013) zu sehen.
Als Synchronsprecherin war Ellen Rappus-Eichberg bereits in der DDR tätig, so beispielsweise in den animierten DEFA-Kurzfilmen Teddy Plüschohr und seine Freunde... (1955–1990). Später sprach sie häufiger Nebenrollen, beispielsweise in  L.A. Law – Staranwälte, Tricks, Prozesse (1986–1994), Emergency Room – Die Notaufnahme (1994–2009) oder Malcolm mittendrin (2000–2006). Zudem war sie lange Zeit die deutsche Sprecherin des Kängurus Känga (Kanga) in Disney-Produktionen zu Winnie Puuh.
Als Hörspielsprecherin war sie im Rundfunk der DDR unter anderem in Schellfischaugen (1969), Nama und die Zaubermühle (1977) und Melanie (1984) zu hören. Ellen Rappus-Eichberg gibt auch öffentliche Lesungen, so las sie beispielsweise 1987 während des Evangelischen Kirchentags in der Französischen Friedrichstadtkirche zusammen mit Fred Düren aus den Briefen und Tagebüchern von Hans und Sophie Scholl.
Ellen Rappus-Eichberg engagiert sich zudem politisch, so war sie 2013 Vertreterin des DDR-Opfer-Hilfe e. V. für politisch Verfolgte und sprach sich im Rahmen dessen unter anderem für den Erhalt der East Side Gallery in Berlin aus.

## Filmografie (Auswahl)
- 1979: Marta, Marta (Fernsehfilm)
- 1979: Spurensucher – Regie: Ralph J. Boettner
- 1980: Grenadier Wordelmann
- 1983: Unser bester Mann – Regie: Eberhard Schäfer (TV-Film)
- 1983: Das daktyloskopische Wunder – Regie: Norbert Büchner (TV-Film)
- 1989: Späte Ankunft – Regie: Vera Loebner (TV-Film)
- 1995–2002: Für alle Fälle Stefanie – Regie: diverse (Fernsehserie; 3 Episoden)

## Synchronrollen
Kath Soucie
- 2000: als Känga in Tiggers großes Abenteuer (Zeichentrick)
- 2002: als Känga in Winnie Puuh – Honigsüße Weihnachtszeit (Zeichentrick)
- 2003: als Känga in Ferkels großes Abenteuer (Zeichentrick)
- 2004: als Känga in Winnie Puuh – Spaß im Frühling (Zeichentrick)
- 2005: als Känga in Heffalump – Ein neuer Freund für Winnie Puuh (Zeichentrick)

### Filme (Auswahl)
- 1977: Barbara Luddy als Känga in Die vielen Abenteuer von Winnie Puuh (2. Synchro, 1994) (Zeichentrick)
- 1981: Emília Vášáryová als Královná in Die drei goldenen Haare des Sonnenkönigs
- 1997: Rosie Frier-Dryden als Frida Weiss in Keine Chance
- 2020: Sandy Huong Pham als Michon in Da 5 Bloods

### Serien (Auswahl)
- 1988–1991: Patricia Parris als Känga in Neue Abenteuer mit Winnie Puuh (dt. 1995) (Zeichentrick)
- 2004: Angela Curran als Caitlin Morgan in Doc Martin (dt. 2016–2020)
- 2016: Adinah Alexander als Richterin Pamela Rothstein in Bull
- 2016: Gwenda Lorenzetti als Queen Elizabeth III. in Legends of Tomorrow

## Hörspiele (Auswahl)
- 1969: Franziska in Auskunft über Franziska Lesser, zwanzig – Regie: Fritz Göhler
- 1969: Jane Johnson in Schellfischaugen – Regie: Walter Niklaus
- 1976: Evicka in Tod einer Tänzerin – Regie: Günter Bormann
- 1977: Langmuth in Vertrauen ehrt – Regie: Joachim Gürtner
- 1980: Sekretärin in Der kleine König – Regie: Achim Scholz
- 1982: junges Mädchen in Der Namensvetter – Regie: Achim Scholz
- 1982: Kassiererin in Abrechnung – Regie: Joachim Gürtner